# Battaglia del ponte sul Sittang
La Battaglia del ponte sul Sittang era parte della Campagna della Birmania durante la Seconda guerra mondiale. Combattuta tra il 19 febbraio e il 23 febbraio 1942, la battaglia risultò in una vittoria per l'Impero giapponese, con molte perdite per l'esercito anglo-indiano, che fu costretto a ritirarsi in maniera caotica. Il brigadiere Sir John George Smyth, al comando delle truppe durante la battaglia, la chiamò "il disastro di Sittang".
Il ponte sul fiume Sittang, oggi Sittaung, era un ponte ferroviario in ferro che attraversava il fiume vicino alla costa meridionale della Birmania. La 17ª Divisione di fanteria indiana, dopo aver dato "tutta se stessa" durante la battaglia del fiume Bilin, era debole e stava già indietreggiando, quando ricevette il permesso per ritirarsi oltre il fiume Sittang il 19 febbraio. Si disimpegnarono durante la notte e si ritirarono per 50 km verso ovest lungo la strada che portava al ponte. Il 214º e il 215º reggimento giapponese avanzarono rapidamente per cercare di tagliare la ritirata delle truppe britanniche.
Il tenente generale William Slim, più tardi Maresciallo di campo, che prenderà il comando delle truppe dispiegate nel teatro birmano poco dopo la fine della battaglia, definì la battaglia del ponte sul Sittang come "la battaglia decisiva della prima campagna" di Birmania.

## La battaglia

### Ritirata attraverso il ponte

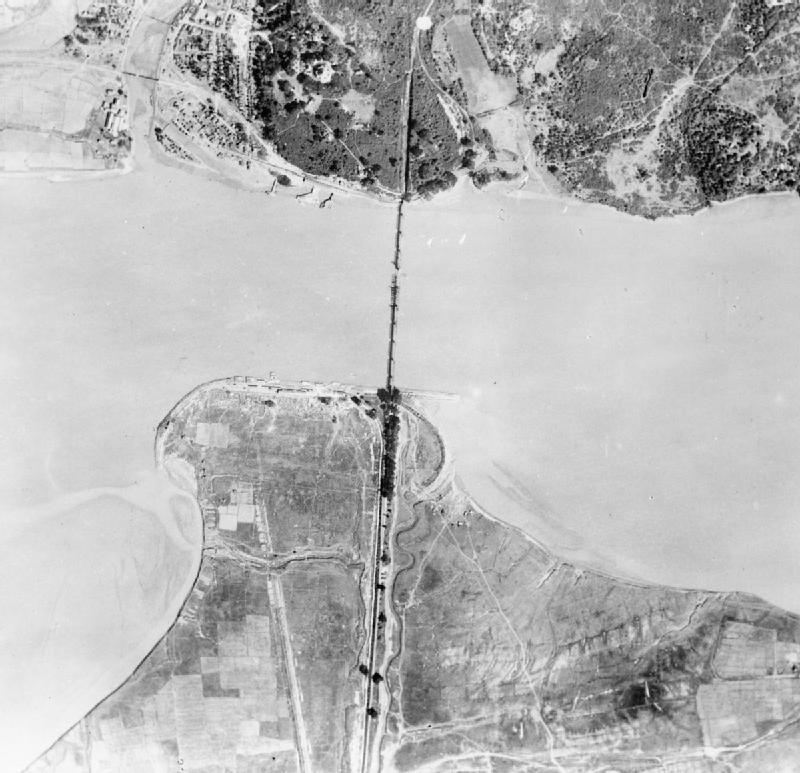
Il ponte sul Sittang

Il 21 febbraio vide la 17ª Divisione senza scorte d'acqua. All'alba l'aviazione giapponese bombardò e mitragliò la colonna di veicoli britannici, infliggendo molte perdite e costringendoli ad abbandonare i veicoli e l'equipaggiamento. Molti soldati riuscirono a ripararsi in una vicina piantagione di alberi della gomma. Alle 05:00 il quartier generale della 17ª Divisione a Kyaikto venne attaccato, ma i giapponesi vennero respinti.
Una forza composta da piccoli distaccamenti di varie unità, tra cui il Reggimento Duca di Wellingtont, difese il ponte, tuttavia la 16ª e la 46ª Brigata di fanteria appartenenti alla 17ª si trovavano ancora ad est del ponte, isolate.
Temendo un lancio di paracadutisti, Smyth schierò 1/4° dei Gurkha all'estremità occidentale del ponte, per difendere da degli attacchi dal retro mentre la 17ª lo attraversava. Tuttavia fu costretto a rimandarli indietro quando l'estremità orientale venne catturata e alcuni medici indiani morirono o furono catturati. Il 3º e il 5º Gurkhas, che si stavano avvicinando al ponte da est, si ritrovarono a dover combattere duramente. I combattimenti continuarono e più volte i britannici rischiarono di perdere il ponte, ma la sera del 22 febbraio il British Indian Army lo controllava ancora.

### Distruzione del ponte
Smyth ordinò ai soldati del genio di prepararsi a far esplodere il ponte. Il mattino dell 22 febbraio, diventò evidente che il ponte sarebbe caduto in mani giapponesi nel giro di poche ore. Le possibilità del brigadiere erano quelle di farlo esplodere, bloccando più della metà delle proprie truppe sull'altra sponda del fiume, o far passare le proprie truppe e lasciare la via libera verso Rangoon ai giapponesi. Decise di distruggere il ponte e ciò avvenne alle 05:30.
Smyth fece rapporto al generale Hutton, comandante in capo dell forze di stanza in Birmania, il quale lo sostituì con il brigadiere David "Punch" Cowan. Smyth non ottenne più il comando di alcuna divisione.
La storiografia ufficiale afferma che Smyth voleva ritirare le proprie truppe al di qua del fiume molto prima rispetto a quella data, ma che il permesso gli fu negato dai superiori. Inoltre Slim, nella propria opera sottolineò la difficoltà di questa scelta, senza, però, appoggiarla.

## Conseguenze
I giapponesi avrebbero potuto annientare la 17ª divisione, ma non lo fecero: preferivano arrivare rapidamente a Rangoon e il rastrellamento della zona per liberarla dai nemici avrebbe richiesto loro troppo tempo. Dopo aver cessato le ostilità si diressero rapidamente a nord, lasciando ai sopravvissuti la possibilità di attraversare in pieno giorno il fiume, senza rischiare alcunché. Dopo la battaglia di Pegu e il posto di blocco di Taukkyan, i giapponesi raggiunsero la capitale birmana il 9 marzo. In tutto questo, non si preoccuparono dei sopravvissuti alle varie battaglie precedenti, poiché non allestirono nessun posto di blocco. Questo permise ai sopravvissuti della 17ª di fuggire andando verso nord.
Dopo la battaglia di Sittang la 17ª Divisione aveva circa 3484 uomini, poco più del 40% delle truppe, già ridotte, che la componevano prima della battaglia. La maggior parte dell'artiglieria, composta dalle obsolete Ordnance QF 18 lb, dall'antiaerea,  dei veicoli e dell'equipaggiammento era stato distrutto o lasciato indietro. Possedevano 550 fucili, 10 mitragliatrici Bren e 12 Thompson e molti non avevano neanchegli stivali, persi durante l'attraversamento a nuoto del fiume. Tuttavia l'artiglieria e le armi antiaereo erano composte dagli ormai obsoleti Ordnance QF 18 lb e dalle mitragliatrici Lewis. La 17ª Divisione venne quindi rifornita e combatté contro i giapponesi dal dicembre del '41 fino al giugno 1944, poco prima della battagli di Imphal.